# Val Terbi
Val Terbi é uma comuna da Suíça, situada no distrito de Delémont, no cantão de Jura. Tem 38,86 km² de área e sua população em 2018 foi estimada em 3.202 habitantes.